# (17855) Geffert
(17855) Geffert est un astéroïde de la ceinture principale.

## Description
(17855) Geffert est un astéroïde de la ceinture principale. Il fut découvert le 19 mai 1998 à Heppenheim par l'Observatoire de Starkenburg. Il présente une orbite caractérisée par un demi-grand axe de 3,10 UA, une excentricité de 0,14 et une inclinaison de 5,2° par rapport à l'écliptique.

## Compléments